# Liste der Baudenkmale in Medow
In der Liste der Baudenkmale in Medow sind alle denkmalgeschützten Bauten der Gemeinde Medow (Mecklenburg-Vorpommern) und ihrer Ortsteile aufgelistet. Grundlage ist die Veröffentlichung der Denkmalliste des Landkreises Ostvorpommern mit dem Stand vom 30. Dezember 1996.

## Baudenkmale nach Ortsteilen

### Medow
| ID | Lage      | Bezeichnung                                                            | Beschreibung | Bild                                                           |
| -- | --------- | ---------------------------------------------------------------------- | --- | -------------------------------------------------------------- |
|    |           | Dorfkrug, Saalanbau                                                    | |                                                                |
|    |           | Dorfschmiede                                                           | |                                                                |
|    |           | ehem. Molkerei mit Schornstein                                         | |                                                                |
|    |           | Friedhof, Umfassungsmauer mit Toranlage, hist. Grabzeichen und -gitter | |                                                                |
|    |           |                                                                        | |                                                                |
|    |           | Gutsanlage mit Gutshaus, linkem Stallspeicher, Umfassungsmauer         | Neogotischer, 1-gesch., 11-achs. Umbau von um 1850 mit 2-gesch. Zwerchgiebel als Treppengiebel, nach 1945 Schule, Sanierung ab um 2015; schwed. u. preußisches Dominalgut dann Rittergut u. a. von Graf Carl von Schwerin (ab 1861) und nach 1900 Familie von Wegezin und bis 1945 Familie Holtz.                   | Gutsanlage mit Gutshaus, linkem Stallspeicher, Umfassungsmauer |
|    | (Karte)   | Kirche                                                                 | Spätgotischer Bau der Backsteingotik als Saalkirche aus dem 15. Jh., seitl. Erweiterung des Kirchenschiffs von 1695, neugotisch überformt um 1900, Turm mit welchem Glockenhelm mit Laterne und Spitze; Innen: Barocker Kanzelaltar, Gestühl und Emporen vom 18. Jh., Voelkner-Orgel (19. Jh.), 2 Glocken (15. Jh.) | Kirche                                                         |
|    | Nr. 3     | ehem. Schule (Wohnhaus)                                                | |                                                                |
|    | Nr. 5     | Wohnhaus                                                               | |                                                                |
|    | Nr. 30    | Mühlengebäude mit Inventar                                             | |                                                                |
|    | Nr. 54    | Gehöft mit Wohnhaus, Scheune                                           | |                                                                |
|    | Nr. 56    | Wohnstallhaus                                                          | |                                                                |
|    | 57/58     | Wohnhaus                                                               | |                                                                |
|    | Nr. 61/62 | Wohnhaus                                                               | |                                                                |
|    |           | Pfarrgehöft, Stallspeicher mit Umfassungsmauer                         | |                                                                |
|    |           | Pfarrhaus mit Pfarrgarten                                              | |                                                                |

### Brenkenhof
| ID | Lage     | Bezeichnung | Beschreibung | Bild |
| -- | -------- | --- | ------------ | ---- |
|    | Nr. 2/3, | Vierseitgehöft mit Wohnhaus, Vorgarten mit Obstbaumachsen, zwei Stallspeicher, Scheune, Hofpflasterung, Eisengitterzaun |              |      |
|    | Nr. 8    | Wohnhaus |              |      |

### Nerdin
| ID | Lage    | Bezeichnung                                                       | Beschreibung | Bild |
| -- | ------- | ----------------------------------------------------------------- | ------------ | ---- |
|    |         | ehem. Spritzenhaus                                                |              |      |
|    |         | Friedhof, Umfassungsmauer, Glockenstuhl, historisches Grabzeichen |              |      |
|    | (Karte) | Kirche                                                            |              |      |

### Thurow
| ID | Lage    | Bezeichnung | Beschreibung | Bild |
| -- | ------- | --- | ------------ | ---- |
|    |         | Friedhof, Glockenstuhl und Toranlage |              |      |
|    | (Karte) | Gutsanlage: Park mit Umfassungsmauer und Obstbaumgarten, Stallspeicher (südöstlich vom Gutshaus): Sanierter 1-gesch., 9-achs. Putzbau von 1905 mit Sockelgeschoss; seit 2011 Ferienwohnhaus |              |      |

### Wussentin
| ID | Lage   | Bezeichnung                                                | Beschreibung | Bild |
| -- | ------ | ---------------------------------------------------------- | ------------ | ---- |
|    |        | Dorfanger                                                  |              |      |
|    |        | Friedhof, Umfassungsmauer mit Toranlage, hist. Grabzeichen |              |      |
|    | Nr. 1  | Wohnhaus                                                   |              |      |
|    | Nr. 2  | Wohnhaus                                                   |              |      |
|    | Nr. 11 | Wohnhaus mit Stallgebäude                                  |              |      |
|    | Nr. 16 | Wohnhaus, Fassade und Schmiede mit Inventar                |              |      |
|    | Nr. 21 | Wohnstallscheunenhaus                                      |              |      |
|    | Nr. 32 | Wohnhaus                                                   |              |      |
|    | Nr. 33 | Wohnstallhaus                                              |              |      |